# Junonia nachtigali
Junonia nachtigali är en fjärilsart som beskrevs av Herman Dewitz 1879. Junonia nachtigali ingår i släktet Junonia och familjen praktfjärilar. Inga underarter finns listade i Catalogue of Life.